# كينتا إيشي
كينتا إيشي (باليابانية: 石井 健太) (8 ديسمبر 1987 في شيزوكا في اليابان – )؛ هو لاعب كرة قدم ياباني سابق كان يلعب كحارس مرمى.

## وصلات خارجية
- كينتا إيشي على موقع رابطة كرة القدم اليابانية للمحترفين (اليابانية)
- كينتا إيشي على موقع قاعدة بيانات كرة القدم.إي يو (الإنجليزية)
- كينتا إيشي على موقع Soccerway.com (الإنجليزية)
- كينتا إيشي على موقع عالم كرة القدم.نت (الإنجليزية)